# Elecciones al Congreso de los Diputados de 1996 (Madrid)
Las elecciones al Congreso de los Diputados de 1996 se celebraron en la Comunidad de Madrid el domingo 3 de marzo, como parte de las elecciones generales convocadas por Real Decreto dispuesto el 8 de enero y publicado en el Boletín Oficial del Estado el día siguiente. Se eligieron los 34 diputados del Congreso correspondientes a la circunscripción electoral de Madrid, mediante un sistema proporcional (método d'Hondt) con listas cerradas y un umbral electoral del 3%.

## Resultados
Los comicios depararon 17 escaños al Partido Popular, 11 escaños al Partido Socialista Obrero Español y 6 a Izquierda Unida. El escrutinio completo y definitivo se detalla a continuación.
| Candidatura                                           | Candidatura                                           | Votos     | %                               | Escaños                         |
| ----------------------------------------------------- | ----------------------------------------------------- | --------- | ------------------------------- | ------------------------------- |
|                                                       | Partido Popular (PP)                                  | 1 642 489 | 49,29                           | 17                              |
|                                                       | Partido Socialista Obrero Español (PSOE)              | 1 046 904 | 31,42                           | 11                              |
|                                                       | Izquierda Unida (IU)                                  | 547 901   | 16,44                           | 6                               |
| Los Verdes-Grupo Verde (LV-GV)                        | Los Verdes-Grupo Verde (LV-GV)                        | 12 975    | 0,39                            | 0                               |
| Unión Centrista (UC)                                  | Unión Centrista (UC)                                  | 12 220    | 0,37                            | 0                               |
| Los Verdes de Madrid (LV)                             | Los Verdes de Madrid (LV)                             | 8483      | 0,25                            | 0                               |
| Los Verdes Europeos-Los Verdes Alternativos (LVE)     | Los Verdes Europeos-Los Verdes Alternativos (LVE)     | 5492      | 0,16                            | 0                               |
| Alianza por la Unidad Nacional (AUN)                  | Alianza por la Unidad Nacional (AUN)                  | 1907      | 0,06                            | 0                               |
| Partido Regional Independiente Madrileño (PRIM)       | Partido Regional Independiente Madrileño (PRIM)       | 1671      | 0,05                            | 0                               |
| Partido Comunista de los Pueblos de España (PCPE)     | Partido Comunista de los Pueblos de España (PCPE)     | 1588      | 0,05                            | 0                               |
| Partido Humanista (PH)                                | Partido Humanista (PH)                                | 1495      | 0,04                            | 0                               |
| Partido Revolucionario de los Trabajadores (PRT)      | Partido Revolucionario de los Trabajadores (PRT)      | 1339      | 0,04                            | 0                               |
| Falange Española Auténtica (FEA)                      | Falange Española Auténtica (FEA)                      | 1031      | 0,03                            | 0                               |
| Partido Roji-Verde (PRV)                              | Partido Roji-Verde (PRV)                              | 976       | 0,03                            | 0                               |
| Falange Española Independiente (FEI)                  | Falange Española Independiente (FEI)                  | 867       | 0,03                            | 0                               |
| Salamanca, Zamora, León (PREPAL)                      | Salamanca, Zamora, León (PREPAL)                      | 815       | 0,02                            | 0                               |
| Coalición Republicana (CR)                            | Coalición Republicana (CR)                            | 712       | 0,02                            | 0                               |
| Acción Republicana (AR)                               | Acción Republicana (AR)                               | 656       | 0,02                            | 0                               |
| Acción Democrática Ciudadana (ADEC)                   | Acción Democrática Ciudadana (ADEC)                   | 598       | 0,02                            | 0                               |
| Partido de los Trabajadores Autónomos de España (PAE) | Partido de los Trabajadores Autónomos de España (PAE) | 0         | 0,00                            | 0                               |
| Partido Obrero Revolucionario (POR)                   | Partido Obrero Revolucionario (POR)                   | 0         | 0,00                            | 0                               |
| Votos en blanco                                       | Votos en blanco                                       | 41 927    | 1,26                            | n/a                             |
| Votos válidos                                         | Votos válidos                                         | 3 333 033 | 100,00                          | 34                              |
| Votos nulos                                           | Votos nulos                                           | 10 582    | Participación: \| \| 79,61 % \| | Participación: \| \| 79,61 % \| |
| Votantes                                              | Votantes                                              | 3 343 615 | Participación: \| \| 79,61 % \| | Participación: \| \| 79,61 % \| |
| Electores                                             | Electores                                             | 4 199 799 | Participación: \| \| 79,61 % \| | Participación: \| \| 79,61 % \| |
|                                                       | 79,61 %                                               |           |                                 |                                 |

## Diputados electos
Relación de diputados electos:
| N.º | Nombre                                          | Lista | Lista |
| --- | ----------------------------------------------- | ----- | ----- |
| 1   | José María Aznar López                          |       | PP    |
| 2   | Felipe González Márquez                         |       | PSOE  |
| 3   | Rodrigo de Rato Figaredo                        |       | PP    |
| 4   | Julio Anguita González                          |       | IU    |
| 5   | Rodolfo Martín Villa                            |       | PP    |
| 6   | José Joaquín Almunia Amann                      |       | PSOE  |
| 7   | Rafael Arias-Salgado Montalvo                   |       | PP    |
| 8   | Joaquín Leguina Herrán                          |       | PSOE  |
| 9   | Alejandro Muñoz-Alonso Ledo                     |       | PP    |
| 10  | Francisco Frutos Gras                           |       | IU    |
| 11  | Juan Carlos Vera Pro                            |       | PP    |
| 12  | Alfredo Pérez Rubalcaba                         |       | PSOE  |
| 13  | Álvaro de Lapuerta Quintero                     |       | PP    |
| 14  | José Barrionuevo Peña                           |       | PSOE  |
| 15  | Ana Mato Adrover                                |       | PP    |
| 16  | María Cristina Almeida Castro                   |       | IU    |
| 17  | Cristóbal Ricardo Montoro Romero                |       | PP    |
| 18  | José Acosta Cubero                              |       | PSOE  |
| 19  | Carlos Aragonés Mendiguchía                     |       | PP    |
| 20  | Rosa Conde Gutiérrez del Álamo                  |       | PSOE  |
| 21  | José María Michavila Núñez                      |       | PP    |
| 22  | Pablo Castellano Cardalliaguet                  |       | IU    |
| 23  | Miguel Ángel Rodríguez Bajón                    |       | PP    |
| 24  | Dolores García-Hierro Caraballo                 |       | PSOE  |
| 25  | José Manuel Fernández Norniella                 |       | PP    |
| 26  | Rogelio Baón Ramírez                            |       | PP    |
| 27  | María Enedina Álvarez Gayol                     |       | PSOE  |
| 28  | María Ángeles Maestro Martín                    |       | IU    |
| 29  | Elena García-Alcañiz Calvo                      |       | PP    |
| 30  | Antonio Juan García-Santesmases Martín-Tesorero |       | PSOE  |
| 31  | Teófilo de Luis Rodríguez                       |       | PP    |
| 32  | Fernando López-Amor García                      |       | PP    |
| 33  | Javier Luis Sáenz Cosculluela                   |       | PSOE  |
| 34  | Inés Sabanés Nadal                              |       | IU    |